# Ihsahn
Pour les articles homonymes, voir Tveitan.
Vegard Sverre Tveitan, plus connu sous son nom de scène Ihsahn, né le 10 octobre 1975, est un musicien norvégien. 
Figure emblématique de la scène black metal, il est le fondateur, chanteur, principal guitariste et claviériste du groupe Emperor, reconnu comme une figure du black metal des années 1990. 

## Biographie
À l'âge de 18 ans, il coécrit l'album In the Nightside Eclipse, considéré comme un standard absolu du black metal, pour Emperor. Après la séparation du groupe en 2001, il se concentre sur Peccatum, un groupe de metal avant-gardiste qu'il mène avec sa femme, Ihriel. Il dirige également le label Mnemosyne Productions avec cette dernière. En 2006, il sort son premier album en solo, The Adversary. Il collabore de nouveau avec son épouse en 2007, lors du projet folk, Hardingrock. En mai 2008, Ihsahn sort son deuxième album solo intitulé Angl, puis le 26 janvier 2010 son troisième, After. Son quatrième album, Eremita, paru le 18 juin 2012 en Europe, semble avoir pour thème, par-delà la solitude consentie et son aliénation en général, la vie, le parcours et les idées du philosophe allemand du XIXe siècle Friedrich Nietzsche, comme en témoignent le titre de l'album ("Ermite" en italien) et les paroles des titres, ainsi que le portrait de celui-ci en fond de la couverture d'album.

## Discographie

### Thou Shalt Suffer

#### Album studio
- Somnium - (2000)

#### Compilations
- Into the Woods of Belial - (1997) (ressorti en 2004)

#### Demos
- Into the Woods of Belial - (1991)
- Open the Mysteries of Your Creation - (1991)

### Emperor

#### Albums studio
- Emperor [EP] - (1993)
- As the Shadows Rise [EP] - (1994)
- In the Nightside Eclipse - (1994)
- Reverence [EP] - (1996)
- Anthems to the Welkin at Dusk - (1997)
- IX Equilibrium - (1999)
- Prometheus: The Discipline of Fire & Demise - (2001)

#### Albums live et Compilations
- Emperor / Hordanes Land [Split CD] - (1993)
- Emperor / Wrath of the Tyrant [Compilation] - (1998)
- Thorns vs. Emperor [Split CD] - (1999)
- Emperial Live Ceremony [Live] - (2000)
- True Kings of Norway [Split CD] - (2000)
- Emperial Vinyl Presentation [Box Set] - (2001)
- Scattered Ashes [Compilation] - (2003)
- Live Inferno [Live] - (2009)

#### Demos
- Wrath of the Tyrant  - (1992)
- As the Shadows Rise  - (1994)

#### Videographie
- Emperial Live Ceremony [VHS/DVD] - (2000)

### Peccatum

#### Albums studio
- Strangling from Within - (1999)
- Oh, My Regrets [EP] - (2000)
- Amor Fati - (2001)
- Lost in Reverie - (2004)
- The Moribund People [EP] - (2005)

### Ihsahn
- The Adversary - (2006)
- Angl - (2008)
- After - (2010)
- Eremita - (2012)
- Das Seelenbrechen - (2013)
- Arktis - (2016)
- Àmr - (2018)
- Telemark EP - (2020)
- Pharos EP - (2020)
- Fascination Street sessions EP - (2023)
- Ihsahn - (2024)

### Hardingrock
- Grimen - (2007)

### Contributions Externes
- Ildjarn – Det Frysende Nordariket (1995) – chant sur quelques pistes
- Wongraven – Fjelltronen (1995) – claviers
- Zyklon-B – Blood Must Be Shed (1995) – clavier et guitare
- Ulver – Themes From William Blake's The Marriage of Heaven and Hell (1998) – chant sur A Song of Liberty
- Arcturus – The Sham Mirrors (2002) – chant sur Radical Cut
- Star of Ash – Iter.Viator (2002) – Plusieurs instruments, y compris basse et guitare
- Starofash – Lakhesis (2010) – guitares
- Devin Townsend – Deconstruction (2011) – chant sur Juular
- Leprous – Bilateral (2011) – chant sur Thorn
- Jeff Loomis – Plains of Oblivion (2012) – chant sur Surrender
- Leprous – Coal (2013) – chant sur Chronic et Contaminate Me
- Me and that man -  New Man, New Songs, Same Shit, Vol.1 (2020) - chant et guitare sur By the River
- Ibaraki - Rashomon (2022) - chant sur Susanoo No Mikoto, contribue à l'écriture/guitare sur une majorité de l'album